# Gavinot polar
El gavinot polar (Larus glaucoides) és una espècie d'ocell de la família dels làrids (Laridae) que habita en estiu les costes de les illes àrtiques del Canadà i Groenlàndia, passant l'hivern més cap al sud, fins a la Gran Bretanya i Carolina del Nord.